# Coup d'État de 1980 en Turquie
 (juillet 2016).
Si vous disposez d'ouvrages ou d'articles de référence ou si vous connaissez des sites web de qualité traitant du thème abordé ici, merci de compléter l'article en donnant les références utiles à sa vérifiabilité et en les liant à la section « Notes et références ».
Un coup d'État militaire se produit en Turquie le 12 septembre 1980. Les Forces armées turques, dirigées par leur chef d'état-major Kenan Evren, s'emparent du pouvoir et mettent en place un régime autoritaire.
Ce troisième putsch en 20 ans prend place dans un contexte économique difficile, une ambiance sécuritaire dégradée et une situation politique instable, symbolisée par l'incapacité du Parlement à élire un nouveau président de la République en remplacement de Fahri Korutürk, dont le mandat a pris fin cinq mois plus tôt.
Les autorités militaires organisent une importante répression et font adopter une nouvelle Constitution, avant d'autoriser de nouveau une certaine vie démocratique à partir de 1983. Le général Evren est investi en 1982 chef de l'État pour un mandat de sept ans.

## Contexte avant le coup d'État
Ce coup d’État fait suite à un contexte économique et sociopolitique très lourd.

### Contexte économique
La Turquie connaît depuis le début des années 1970 de graves difficultés économiques. L'armée avait poussé le Premier ministre Demirel à la démission le 12 mars 1971 en raison de l'incapacité du gouvernement à gérer le ralentissement économique que connaissait le pays. Les militaires prennent alors des mesures d'urgence qui renforcent la grande bourgeoisie industrielle et commerciale, mais au détriment de la petite bourgeoisie de province et surtout des classes populaires. D’importants crédits publics sont octroyés aux grandes entreprises et aux grands groupes commerciaux et financiers, détenus par les grands bourgeois. La loi martiale instaurée par le gouvernement militaire interdit les grèves, gèle les salaires et surtout dissout les organisations syndicales opposées à ces mesures d’austérité. Aucune mesure n'est cependant prise vis-à-vis de la petite bourgeoisie (qui subit la concurrence des grands groupes et la hausse de la fiscalité) et de la population (pas de réforme agraire ou d'aides sociales aux plus démunis).
En dépit de ces mesures et du retrait de l'armée de la vie politique un an plus tard, la situation du pays ne s'améliore pas.
Au début de l'année 1980, la Turquie connaît une situation économique très grave.
Les grands groupes industriels (soutenus massivement lors du coup d'État de 1971) sont très dépendants des échanges commerciaux avec l'Europe et les États-Unis. Mais la crise économique que connaît l'Occident depuis le choc pétrolier de 1974 provoque un ralentissement considérable des exportations turques. Le déficit extérieur se dégrade avec le creusement de la balance commerciale et de celle des paiements.
Les grands groupes industriels ne peuvent compenser les pertes à l'export avec la demande intérieure turque de par le manque de développement à l'intérieur du pays (peu de petites entreprises ou d'artisanat) et la faiblesse de la classe moyenne. Ils licencient en masse, la population active au chômage dépasse les 20 %. Le recours fréquent à la dévaluation de la monnaie (la 4e en 9 ans) provoque une hyperinflation qui ruine la population et les épargnants avec des taux de 100 % en 1980, année pendant laquelle le taux de croissance devient négatif. Il devient de plus en plus difficile pour la Turquie d’emprunter sur les marchés financiers extérieurs et les alliés occidentaux de la Turquie tardent à accorder leur assistance financière car ils exigent l’adoption des mesures d’austérité préconisées par le FMI. Enfin le déficit du secteur public est tel qu'il absorbe 11 % de la richesse nationale.

### Contexte politique
La Turquie connaît entre 1970 et 1980 onze gouvernements différents. Ceci peut être imputé au système proportionnel et à un paysage politique très fragmenté marqué par la polarisation idéologique accrue entre partis et où donc il n'est pas envisageable pour les deux formations principales (Parti de la Justice à droite et Parti républicain du Peuple à gauche) de constituer de grandes coalitions de gouvernement ou du moins coopérer.
Depuis 1950, avec l'arrivée du Parti démocrate au pouvoir, une alliance s'est tissée entre la classe bourgeoise et la classe des grands propriétaires terriens pour diriger le pays. Le Parti de la justice (successeur du PD dissous) poursuit cette alliance. À partir de 1965, la situation économique s’aggrave avec l'accroissement des inégalités sociales et l'hégémonie politique de la grande bourgeoisie. Cette situation brise l’alliance entre la grande bourgeoise des villes (occidentale, tournée sur l'extérieur), la petite bourgeoisie de province (religieuse et tournée sur intérieur du pays) et les grands propriétaires terriens (féodales et agriculteurs, défendant l’islam). Cette rupture d'alliance est caractérisée par l’arrivée d'un parti de droite islamiste (Parti de l'ordre national, puis Parti du salut national) dans la vie politique. Ce parti accapare des votes dans la population rurale de par son discours religieux et anti-bourgeois. Le résultat étant que le PJ se divise en son sein et qu'il perd sa majorité au parlement.
Le coup d'État militaire de 1971 et la dissolution du parti islamiste ne permettent pas de stabiliser la vie politique qui se divise encore davantage entre classes sociales dominantes et dominées. Le Parti du salut national se recrée et sa présence empêche le PJ de disposer de la majorité absolue à l'Assemblée nationale. Celui-ci ne peut plus gouverner seul et se retrouve obligé de nouer des alliances précaires avec de petits partis de droite nationalistes, voire islamistes.
Parallèlement, le parti de gauche kémaliste CHP a lui aussi d'importantes difficultés à gouverner le pays. Depuis sa création en 1923 par Atatürk, il n'a jamais été soutenu par les courants islamistes (très influents au sein de la population rurale turque) qui le considèrent comme athée et ennemi de l'islam. L'apparition de partis socialistes (le Parti ouvrier turc), voire marxistes (le Parti des travailleurs du Kurdistan), sur la scène politique empêche le CHP de réaliser une union de la gauche turque et donc de pouvoir gouverner seul. Celui-ci, comme le PJ, doit nouer des alliances précaires et instables avec de petits partis au Parlement, ce qui interdit les grandes réformes vitales pour le pays.
Le 7 avril 1980, le mandat du président Fahri Korutürk, élu en 1973, prend fin. S'ensuit une crise politique causée par la vacance du pouvoir et l'impossibilité pour le Parlement de lui élire un successeur.

### Contexte sécuritaire
La situation politique bloquée et la crise économique s'ajoutent à une crise sécuritaire larvée. La Turquie est au bord de la guerre civile : les confrontations entre les groupes d’étudiants d’extrême-gauche et d’extrême-droite se multiplient et deviennent de plus en plus violentes. Les syndicats se renforcent considérablement et les grèves sont de plus en plus nombreuses (à titre indicatif : 22 en 1973, 227 en 1980). Des groupes clandestins de gauche et de droite qui avaient précipité le coup d’État en 1971 ré-émergent et commencent à commettre des actes de violences, du sabotage, des assauts armés, du pillage et des meurtres.
Depuis l’avènement du multipartisme en 1946, tous les partis politiques de droite comme de gauche utilisent l'islam à différents niveaux pour attirer les voix de l'électorat paysan (80 % de la population). Les partis de droite sont « privilégiés » dès le début dans cette utilisation de la religion musulmane, de par leur opposition au laïcisme intransigeant datant d’Atatürk. Mais le coup d'État de 1960 (exécution du Premier ministre Menderes, très apprécié de l’électorat croyant), les difficultés économiques et l'utilisation de l'islam par certains religieux et politiciens contre la frange jugée ennemie de la religion de la population (kémalistes, socialistes, laïcs, extrême gauche…) provoquant la montée d'un fanatisme religieux puissant et violent en Turquie. Ce fanatisme auquel répondent des actions de l'extrême gauche (idéologie socialiste et kurde) provoque de nombreux attentats et massacres dans le pays.
En 1978, dans un village appelé Fis, non loin de la ville de Diyarbakir, Abdullah Öcalan tient un premier congrès qui constitue l'acte de fondation du Parti des Travailleurs du Kurdistan (PKK). Il organise des réunions et des actions de propagande en faveur de l'indépendance du Kurdistan. La nouvelle organisation s'implante rapidement dans les régions à majorité kurde du pays. 
La Turquie, à la fin des années 1970, est le théâtre de plusieurs massacres. Le 19 décembre 1978, le Parti d'action nationaliste, parti nationaliste turc, commet un massacre de plusieurs milliers de Turcs de confession alévie dans la région de Maraş dans le Sud du pays. Ce massacre dure plusieurs jours et est discrètement soutenu par certains éléments des services secrets turcs et certains responsables politiques (comme le préfet du département). Les militaires, prévenus tardivement, parviennent à rétablir l'ordre à partir du 26 décembre, alors qu'au moins 5 000 personnes ont été tuées (voir l'article Massacre de Maraş).
Face à ce chaos et à ces actes terroristes, la police turque manque cruellement d'équipements anti-émeutes et d’effectifs entraînés. Elle subit elle aussi l'influence des courants islamistes et marxistes et ne parvient pas à gérer la situation de manière efficace. Les procédures judiciaires sont de plus extrêmement longues et une impunité se développe parmi les différents protagonistes de la lutte armée qui ensanglante le pays.
Tous ces éléments pris ensemble démontrent que l’autorité de l’État est sur le déclin puisqu'il se révèle incapable de maintenir l'ordre public (terrorisme et mouvements sociaux violents) et de lutter efficacement contre la crise économique.
La haute hiérarchie militaire percevant l’évolution du pays comme « explosive » décide d’extirper la subversion du corps social et de mettre fin à cette guerre civile dévastatrice par tous les moyens. Les tensions sociales qui traversent le pays traversent aussi l'armée turque. Nombre de militaires manifestent ouvertement leur sympathie, voir leur soutien à certaines factions islamistes ou marxistes, obligeant l'armée à recourir à de nombreuses purges visant à les exclure. Les affrontements sanglants que connaît le pays, le plus important étant le massacre de Maraş (voir plus haut) achèvent de convaincre l'armée de prendre le pouvoir. Le coup d’État est planifié de longue date puisque, le 27 janvier 1980, une lettre d’avertissement est envoyée au gouvernement pour le prévenir que si la situation ne rentrait pas rapidement dans l’ordre, les militaires seraient obligés d’agir.

## Coup d'État
Face à la dégradation de la situation économique et politique, l’état-major des armées, dirigé par le général Kenan Evren depuis 1978, prend prétexte d’une manifestation islamiste à Konya le 6 septembre 1980, au cours de laquelle des slogans anti-laïques sont clamés, pour perpétrer le coup d’État dans la nuit du 11 au 12 septembre 1980. Ce coup d’État a été en réalité préparé depuis plusieurs mois, sans doute en collaboration avec les services secrets américains. Les militaires l’annoncent le matin même à la radio via un communiqué et une intervention télévisée du général Evren, tandis que les troupes et les blindés occupent les rues des grandes villes et que l’état de siège est proclamé sur l’ensemble du territoire.
Le 12 septembre 1980, l’armée s’empare directement du pouvoir et démet de ses fonctions l'ensemble des responsables gouvernementaux. Une administration militaire est mise en place, en remplacement de l'administration civile, que les militaires jugent inefficace et « infiltrée » par les courants anarchistes et marxistes. Elle assure la direction du pays jusqu'en 1983, date à laquelle l'armée se retire de la vie publique et autorise de nouvelles élections législatives. Le gouvernement est déchu, l’Assemblée nationale dissoute et tous les partis politiques interdits. La constitution est abrogée, les militaires estimant que le libéralisme excessif de la constitution de 1961 avait dépouillé l'État turc de ses moyens de maintenir l'ordre républicain et laïc d’Atatürk.
Une nouvelle constitution est alors rédigée par les militaires et entre en vigueur en 1982, approuvée par référendum.

### Mesures économiques
La situation économique que connaît la Turquie, avec une forte inflation, un déficit public très élevé et un taux de chômage important, est dramatique. Les autorités militaires entament une réorientation radicale de la politique économique de l'État avec un désengagement graduel et une libéralisation de l'économie. Le gouvernement militaire lance une réforme fiscale avec une simplification de la fiscalité directe (fusion de plusieurs taxes, réduction du nombre de tranches des impôts, extensions des exonérations) et une majoration des impôts indirects avec la création de la TVA. Ces mesures, couplées à un gel des dépenses publiques (pas de revalorisation des salaires des fonctionnaires et coupes dans les subventions industrielles) ramènent le déficit public à 6 % du PIB. Les emprunts de l'État à la Banque centrale sont limités et l'octroi de crédits par les banques publiques sont plafonnés pour limiter l'émission de masse monétaire qui alimente l’inflation. Parallèlement, une baisse des droits de douane et une libéralisation du contrôle étatique sur les prix est entreprise, avec des déductions fiscales sur les investissements étrangers et privés, pour attirer les capitaux des investisseurs étrangers. Les Entreprises économiques d'État les moins rentables sont privatisées pour augmenter leur rentabilité et pour accroître les recettes non fiscales de l'État. Les dépenses publiques effectuées à l'investissement sont fortement réduites et réorientées vers le développement de l’agriculture, du tourisme et des infrastructures sociales. Enfin, les autorités militaires dévaluent la livre turque de 60 % pour faciliter les exportations turques.
Ces mesures permettent de diviser par deux le déficit du budget et de réduire l'inflation de 100 à 40 %. Mais le chômage reste malgré tout à des niveaux préoccupants (autour de 15 %) et la politique fiscale et monétaire du gouvernement aboutit à l'appauvrissement de la classe moyenne turque. Malgré ces mesures, la libéralisation de l'économie a pour conséquences l'augmentation des importations et l'aggravation de la balance des paiements.

### Mesures politiques
Estimant les autorités politiques civiles incompétentes et « infiltrées » par des éléments subversifs et anarchistes, l'armée entame une importante purge des administrations publiques de l'État et de la société civile.
Plusieurs lois d'exception sont votées, comme la loi no  1402 de 1982 sur l'état de siège et la loi 2547 sur la subversion des idéologies de « gauche ». Ces textes autorisent le gouvernement à démettre de ses fonctions tout fonctionnaire ou tout agent travaillant pour l'État soupçonné de propager des idéologies subversives ou marxistes. Ainsi, plusieurs centaines d'universitaires, d'enseignants, de juges et de policiers perdent leurs emplois, de par leur participation à des organisations jugées subversives par les militaires.
La loi du 4 novembre 1980, imposée par le régime militaire, entame une importante réforme de l'enseignement. Les cours de religion deviennent obligatoires aux collèges et lycées (dans le but de reconstruire une cohésion nationale mise à mal, selon les militaires par un laïcisme excessif qui a dépouillé les Turcs de leur identité). Les changements les plus profonds visent l'université. L'armée crée le Conseil de l’enseignement supérieur (YÖK), organisme chargé du contrôle des fonctionnaires de l'université, de la recherche et de l’enseignement dispensé à l'université. L'enseignement du kémalisme et du nationalisme turc est renforcé au contraire d'autres cours comme les sciences sociales ou philosophiques, accusées d'encourager la subversion. L’objectif pour les militaires est de créer une génération d’étudiants fidèles à l'héritage d’Atatürk et à la nation turque. Les réformes entreprises sur l'enseignement doivent garantir la pérennité de l'idéologie kémaliste dans la population turque. Enfin, la laïcité est réaffirmée dans l'espace public (dans les écoles et universités notamment) et chez les fonctionnaires chez qui le port de tenues religieuses (voile notamment) est proscrit.
L'armée entame un intense processus de dissolution des partis politiques au pouvoir (Parti républicain du peuple, Parti de la justice, Parti du salut national, Parti nationaliste…), de la plupart des 30 000 associations que compte le pays, ainsi que les grands médias (Cumhuriyet, Milliyet, Hürriyet…). Les militaires estiment responsables ces organisations qui n'ont pas pu empêcher le pays de sombrer dans la guerre civile et craignant par-dessus tout la fondation de foyers de résistance mettant en cause leur légitimité.
La Constitution de 1961 est abrogée immédiatement après la prise du pouvoir par la junte. Les travaux sur une nouvelle constitution moins libérale sont alors engagés par les juristes militaires afin de prévenir les graves manquements de l'État survenus lors des décennies précédentes. Cette nouvelle constitution est approuvée par referendum en 1982 avec 81 % des voix.
- Le rôle de l'armée dans la vie politique turque est réaffirmée, via le Conseil de sécurité nationale (organe de l'armée). Chargé à l'origine de conseiller les autorités politiques sur les questions sécuritaires, il reçoit de nouvelles attributions. Il devient un organe de contrôle politique sur les mesures que prennent le gouvernement et le parlement vis-à-vis des principes d’Atatürk. Il peut, le cas échéant, forcer le gouvernement à se démettre par le vote d'une motion de censure (ce qu'il fera en 1997).
- Le seuil électoral est relevé à 10 % pour limiter l’émiettement politique du parlement, et donc l'ingouvernabilité du pays (difficulté de constituer des coalitions stables).
- Le Sénat est supprimé, les militaires estimant amplement suffisant l’existence d'une unique chambre parlementaire : la Grande Assemblée nationale turque.
- Les libertés publiques sont sévèrement contrôlées et limitées pour garantir la laïcité de l'État et l'unité de la nation turque.
- L'État turc est renforcé par l'instauration de tribunaux de sûreté et l'extension des prérogatives des juridictions militaires qui sont habilitées à juger les atteintes aux principes fondateurs d’Atatürk[14].

Enfin, les militaires considèrent que l'occidentalisation du pays menée depuis Atatürk avait en quelque sorte brisé l'identité nationale du peuple turc qui ne se reconnaît plus dans les valeurs de son pays (trop éloigné de la religion musulmane). L'armée lance alors la synthèse turco-islamique visant à réinstaurer un lien entre le nationalisme laïc d’Atatürk et l’islam qui reste la religion ultra-majoritaire (98 % de la population étant musulmane) du pays et ainsi apaiser les tensions qui traversent la société.

### Mesures sécuritaires
La junte militaire se fait un devoir de réprimer toute révolte. L'armée turque se déploie dans tout le pays afin de mettre fin à toute tentative d'insurrection. Des lois d'exception sont votées. La police nationale turque, jugée inefficace et peu fiable, est placée sous contrôle militaire directe et purgée de ces éléments jugés « douteux ». Des pouvoirs de police sont confiés à l'armée et à la gendarmerie turque qui bénéficient de l'impunité pour maintenir l'ordre et réprimer toute révolte. Des tribunaux d'exception sont créés pour juger toute infraction portant atteinte à la sûreté de l'État. Les juridictions militaire sont habilitées à juger les civils coupables de violences contre les militaires où les institutions militaires. Le recours à la torture et l’emprisonnement sans jugement deviennent la norme. Toutes les associations et partis politiques existants sont dissous par l'armée et la plupart des journaux turcs se voient interdire de paraître. Enfin, la liberté d'expression, de manifestation et d’association est sévèrement limitée et encadrée par la junte au pouvoir.
Une nouvelle constitution est rédigée, remplaçant celle de 1961 pour réaffirmer les principes fondateurs de la République turque (laïcité de la société, unité de l'État). La nouvelle constitution, adoptée par référendum en 1982, octroie d'importants pouvoirs à l'armée afin que celle-ci puisse continuer d'exercer un contrôle sur la voie publique et politique du pays pour limiter les dérives marxistes et islamistes. Elle contribue à façonner une société plus hiérarchisée et mieux disciplinée, nécessaire pour apaiser les tensions.
La liste ci-dessous fait le bilan de trois ans de régime militaire sur la population civile :
- 650 000 gardes à vues ;
- 250 000 inculpations ;
- 1 500 condamnations à mort dont 50 exécutées ;
- 1 683 000 personnes fichées ;
- 30 000 personnes exilées de force ;
- 24 000 fondations et associations suspendues, tous les partis politiques dissous, la plupart des grands journaux frappés par la censure (139 tonnes de journaux détruits) ;
- 4 000 enseignants, 1 100 universitaires, 50 juges et 9 400 fonctionnaires mis à la retraite forcée ;
- 10 000 policiers démis de leurs fonctions.

Ce bilan semble démontrer, mis à part les méthodes sans scrupules employées, qu'au-delà de la lutte contre l'anarchie, la junte essayait en même temps de transformer le pays et l'État dans le but de créer une société plus disciplinée et hiérarchisée : cela passait par des réglementations plus contraignantes sur l'habillement des fonctionnaires, la refonte profonde de l'enseignement et surtout par l'adoption de la Constitution turque de 1982.

## Motivations
C’est par un communiqué du général Kenan Evren, diffusé à la radio et la télévision, que la Turquie prend connaissance de la nouvelle intervention militaire :
— Kenan Evren
À la fin du communiqué, le chef d’état-major demande également aux membres des forces armées de respecter la hiérarchie militaire, de se comporter comme des patriotes disciplinés et de lutter activement contre l’anarchie, les menées séparatistes, la terreur mais aussi contre les idéaux communistes et fascistes pour défendre les principes d’Atatürk.
La brève justification devant le Secrétaire général du Conseil de l’Europe le 12 septembre 1980 précise que les motifs du coup d’État sont : « les graves menaces pesant sur la paix intérieure, la paralysie totale du régime démocratique, la situation qui mettait en danger les droits et les libertés fondamentaux dans le pays ».
Les motivations du général Evren et de l'Armée ne sont pas antagonistes aux justifications mais des éléments peuvent venir s’ajouter à son discours comme facteur explicatif.
Tout d'abord, le haut commandement craignait que, s’il restait passif dans la situation de 1980, les querelles politiques puissent se propager aussi au sein de l'Armée et effriter le dernier bastion de la République. Il y avait ensuite la crainte de répéter les erreurs du premier coup d'État et de voir des officiers de grade inférieur se rebeller et exécuter le coup à la place du haut commandement comme ce fut le cas en 1960.
Certains auteurs ajoutent l'intérêt personnel parmi les motivations car le général Evren se fit élire Président de la République, sous la nouvelle constitution de 1982, mais il ne semble pas que les intérêts personnels au sens strict du terme aient pu jouer un rôle prépondérant dans ses motivations. Ce serait en tout cas une grosse exagération que de penser qu’il ait organisé ce coup d’État seulement pour réaliser ses ambitions.
La motivation principale serait donc un manque de confiance dans l’habileté du régime démocratique à contenir le terrorisme. Il fallait un État fort pour faire face à ces problèmes et le manque d’argent couplé à la forte politisation de tout le système a rendu inaptes les forces de sécurité et la bureaucratie civile à travailler de manière adéquate. Ajoutons à cela une multitude de gouvernements instables et deux partis qui même face à une telle guerre civile n’ont pas été capables de coopérer. Tout cela a motivé le coup d’État.
Le dernier élément nécessaire au coup d’État était que son action apparaisse légitime au plus large pan possible de la société. Pour cette raison, les auteurs ont attendu le moment où cela semblait inévitable à leurs yeux. Ils souhaitaient que le peuple puisse accepter voire accueillir avec faveur le coup d’État. Le fait que le peuple perçoive l’armée (et qu'elle-même se perçoive ainsi) comme le dernier gardien de l’État a aidé dans cette recherche de légitimité. Ils étaient aussi à l’écoute d’autres acteurs : ainsi la presse, les hommes d’affaires, les syndicats et même certains États étrangers ont soutenu directement ou indirectement le coup d'État ou à la limite n’ont pas contesté la légitimité de l’intervention.

## Réactions internationales
Les réactions à chaud des États occidentaux, en général, à l’exception de quelques pays, vont toutes dans le même sens : ils ne condamnent pas le coup d’État, se déclarent préoccupés par la situation en Turquie mais également qu’ils font confiance dans les autorités militaires sur leurs promesses de rétablir la démocratie. Les États-Unis sont de loin le pays le plus complaisant envers la Turquie et le sont jusqu’à la fin.
Les pays européens s’alignent sur la prise de position américaine mais par la suite, les tensions diplomatiques se font nombreuses, dues notamment au fait que les parlements nationaux et le Parlement européen faisaient pression sur les exécutifs respectifs pour qu’ils adoptent une position plus ferme.

### États-Unis d'Amérique
Via le porte-parole du département d'État des États-Unis, John Trattner, les États-Unis ont déclaré qu’il n’y aurait pas d’arrêt de l’aide militaire et financière fournie à la Turquie et qu’ils croyaient la junte militaire dans sa promesse de rétablir la démocratie. Ils ont ajouté entre autres que l’entreprise d’assainissement et de stabilisation était devenue nécessaire en Turquie.
Pour comprendre cette prise de position, il faut replacer le coup d’État dans son contexte international et géopolitique : la Turquie en 1980 est de la plus haute importance pour les États-Unis et l’OTAN à cause de la place géographique stratégique qu’elle maintient, surtout après les événements de 1979 : la révolution iranienne et l’invasion soviétique en Afghanistan. La Turquie partage en effet des frontières avec l’Iran, l’Irak, la Syrie, l’URSS et la Bulgarie. Elle a une situation privilégiée sur la mer Noire et se trouve à proximité du golfe Persique.
Avec la fin de la Détente due à l’intervention de l’URSS en Afghanistan et la perte de leur allié en Iran où les États-Unis avaient des bases militaires, la Turquie est la pièce maîtresse dans la stratégie atlantique et américaine : les Américains y ont stocké des centaines de têtes nucléaires, c'est l'endroit d’où l’OTAN surveille toute activité d’armes ou de missiles en URSS mais elle est de plus appelée la « Grande oreille » de l’alliance atlantique de par ses installations d’écoutes. L’importance de la relation américano-turque s’était déjà faite pressentir avec la signature du « Defence and Economic Cooperation Agreement » (DECA) signé en mars 1980 entre la Turquie et les États-Unis. De plus, la Turquie est le troisième, après Israël et l’Égypte, plus grand bénéficiaire de l’assistance militaire américaine.
Soutenir la Turquie va donc dans le sens de la logique bipolaire de la guerre froide, dans la continuité de la doctrine Truman qui soutient militairement et financièrement tout État s’opposant aux pressions soviétiques mais cela va aussi dans le sens de la doctrine Carter proclamée en janvier 1980 qui précise que les États-Unis useraient de la force militaire pour défendre ses intérêts nationaux dans le golfe Persique. Avoir un allié à proximité de cette région est de toute évidence un atout.

### République fédérale d’Allemagne
Le chancelier Helmut Schmidt déclare que la République fédérale continuera son aide à la Turquie car son peuple en a besoin mais est en droit d’attendre un rétablissement rapide de la situation.

### France
Un porte-parole du Quai d’Orsay déclare le lundi 13 septembre que la France prend note des garanties données par le régime à propos du retour à la démocratie et ajoute qu'elle souhaitait un rétablissement rapide de la démocratie conformément à son appartenance au Conseil de l’Europe et à l’Organisation du traité de l'Atlantique nord ainsi qu’à son association à la Communauté européenne.

### Suède et Danemark
Ces pays ont été les plus critiques de tous les pays occidentaux car ils sont fermement opposés à toute atteinte à la démocratie. Le Danemark déclare même que les livraisons d’armes à destination de la Turquie seraient suspendues immédiatement.

### URSS
Dans ses déclarations officielles, l’URSS évite toute critique et encourage même un approfondissement de la coopération économique entre les deux pays. Mais une « autre voix » communiste est bien plus critique envers le régime turc à travers une station radio de l’Allemagne de l’Est, « Bizim radio », que le Parti communiste turc en exil utilise comme moyen de propagande.

### OTAN
Un envoyé spécial, M. Van der Stoel, de l’Assemblée parlementaire de l'OTAN est envoyé durant le courant du mois d’octobre en Turquie afin d'évaluer la situation. Aucune déclaration du secrétariat de l’OTAN n’est faite juste après le coup d'État.

### Les organes européens
Ces quatre instances européennes (dont les trois premières font partie de la Communauté européenne) ont des avis divergents. Pour être plus précis, les deux premiers organismes font des déclarations plus complaisantes envers la Turquie car ils ont plus de pouvoir en politique extérieure ; c’est notamment le cas pour la déclaration commune des ministres des Affaires étrangères. En ce qui concerne la Commission européenne, cela est plus dû aux relations commerciales et au processus d’intégration de la Turquie au sein de la CE. Les deux Assemblées européennes se montrent beaucoup plus critiques envers la Turquie et brandissent la menace de l’exclusion de la Turquie (Conseil de l’Europe) et l’arrêt du processus d’intégration (Parlement européen).

#### La Commission européenne
La Commission européenne déclare le 12 septembre 1980 qu’elle suit avec la plus grande préoccupation l’évolution de la situation et exprime le ferme espoir que les droits de l’homme soient respectés et les institutions démocratiques rapidement restaurées.

#### Les ministres des Affaires étrangères des Neuf
Dans le cadre d’une réunion concernant la coopération politique en date du 15 septembre 1980, ils font une déclaration commune concernant la situation en Turquie dans laquelle ils déclarent avoir pris connaissance avec préoccupation de l’évolution de la situation dans ce pays et qu’ils prennent note des assurances données par les autorités militaires. En réponse à la résolution du Parlement européen datée du 18 septembre, ils ajoutent qu’ils n’interrompent pas le programme d’aide financière et de coopération économique avec la Turquie compte tenu des assurances données par l’autorité turque sur le rétablissement des institutions démocratiques et le respect des droits de l’homme.

#### Le Parlement européen
À l’issue d’un débat sur les évènements en Turquie, le Parlement européen vote le 18 septembre une résolution dans laquelle elle se dit préoccupée par l’avènement d’un pouvoir militaire et demande une série d’engagements de la part du gouvernement turc sur le respect et le rétablissement des droits de l’homme et des institutions démocratiques en ajoutant que la situation la place en contradiction avec sa demande d’intégration à la CEE et sa place au sein du Conseil de l’Europe et enfin en en appelant aux ministres des Affaires étrangères des Neuf pour remettre des rapports sur la situation de la Turquie aux commissions compétentes du Parlement et aussi à ce qu’ils en débattent en bonne et due forme.

#### Le Conseil de l’Europe
L’Assemblée parlementaire du Conseil de l’Europe adopte le 1er octobre 1980 la Recommandation 904 dans laquelle elle se dit préoccupée par l’intervention militaire en Turquie et de ses conséquences sur les droits de l’homme et la démocratie. Elle rappelle entre autres l’incompatibilité du régime non démocratique de la Turquie avec son maintien au sein du Conseil et en appelle au gouvernement turc pour qu’il respecte la convention européenne des droits de l’homme, qu’il libère les hommes politiques et rétablisse la démocratie. Et enfin elle en appelle au Comité des ministres pour surveiller l’évolution de la situation et lui rappelle que le Comité est tenu d’agir si la Turquie ne rétablit pas les institutions démocratiques, en d’autres termes qu’elle sera obligée de l’exclure du Conseil de l’Europe.

## Retour au régime civil
Le succès de la répression et l'apparent apaisement de la société amène l'armée à autoriser de nouvelles élections législatives le 6 novembre 1983.
3 partis sont autorisés à se présenter par les militaires :
- le Parti de la mère patrie, parti de centre droit, libéral et conservateur, héritier du Parti de la justice et du Parti démocrate, tous deux dissous lors des précédents coups d'État ;
- le Parti populaire, parti de gauche, héritier du parti kémaliste CHP ;
- le Parti national-démocrate, héritier des mouvements nationalistes turcs, impliqués dans de nombreux massacres de population dans les années 1970. Il est l'ancêtre du MHP, parti nationaliste turc.

Le Parti de la mère patrie, favorable à l'assouplissement de la laïcité turque, remporte largement les élections législatives, en dépit des attentes de l'armée (qui aurait préféré la victoire du parti kémaliste).
Dans les années qui suivent, le retour à l'islam s'accentue et la synthèse turco-islamique initiée par les militaires se retourne en fait contre eux avec la montée en puissance des partis islamistes et la remise en cause de plus en plus forte du régime laïc turc. L'important pouvoir de contrôle que l'armée s'est octroyé en 1980 est progressivement assouplie par les gouvernements civils successifs. La victoire en 2002 de Recep Tayyip Erdoğan et de l'AKP (parti islamo-conservateur) consacre en quelque sorte l'échec des kémalistes à asseoir durablement le régime laïc, qui, en dépit de sa force, n'a jamais été complètement soutenu par la population turque.

## Procès
En avril 2012, commence le procès des deux généraux putschistes survivants, Tahsin Şahinkaya, qui commandait alors l’armée de l’air, et Kenan Evren, alors chef d’état-major et homme orchestre du putsch, investi ultérieurement pour 7 ans président de la République par le « référendum-plébiscite ayant ratifié la Constitution en 1982 ».